# Groupe de NGC 4645
Le groupe de NGC 4645 comprend au moins 12 galaxies situées dans la constellation du Centaure. La distance moyenne entre ce groupe et la Voie lactée est d'environ 40,3 Mpc (∼131 millions d'al). 

## Membres
Le tableau ci-dessous liste les 12 galaxies du groupe indiquées dans l'article de A.M. Garcia paru en 1993.
| Nom        | Class.        | Type                  | α (J2000.0)   | δ (J2000.0)  | Vitesse radiale (km/s) | m               | Distance (Mpc) | Diamètre (kal) |
| ---------- | ------------- | --------------------- | ------------- | ------------ | ---------------------- | --------------- | -------------- | -------------- |
| NGC 4603   | SA(s)c?       | Spirale               | 12h 40m 55.2s | -40° 58′ 35″ | 2592 ± 6               | 11,4            | 33,3 ± 1,7     | 152            |
| NGC 4645   | E+            | Elliptique            | 12h 44m 10.0s | -41° 45′ 00″ | 2630 ± 3               | 11,8            | 42,9 ± 3,0     | 157            |
| NGC 4661   | E/SO,         | Lenticulaire          | 12h 45m 14.9s | -40° 49′ 27″ | 2507 ± 45              | 13,5            | 41,2 ± 3,0     | 72             |
| NGC 4645B  | SAB?          | Spirale intermédiaire | 12h 43m 31.2s | -41° 21′ 45″ | 2218 ± 7               | 12,1            | 36,9 ± 2,6     | 107            |
| NGC 4696A  | SA(s)b?       | Spirale               | 12h 46m 55.6s | -41° 29′ 48″ | 2558 ± 45              | 13,6            | 41,9 ± 3,0     | 49             |
| NGC 4696D  | SB(r)0^0^ pec | Lenticulaire          | 12h 48m 21.6s | -41° 42′ 51″ | 2650 ± 22              | 12,8            | 43,2 ± 3,1     | 107            |
| ESO 323-5  | S0?           | Lenticulaire          | 12h 50m 12.3s | -41° 30′ 54″ | 2384 ± 24              | 12,60           | 39,3 ± 2,8     | 92             |
| ESO 323-9  | S0            | Lenticulaire          | 12h 50m 43.0s | -41° 25′ 49″ | 2385 ± 20              | 13,16           | 39,3 ± 2,8     | 76             |
| ESO 322-71 | E?            | Elliptique            | 12h 45m 03.7s | -41° 00′ 51″ | 2566 ± 22              | 13,79 ± 0,09    | 42,1 ± 3,0     | 30             |
| PGC 43172  | S0            | Lenticulaire naine    | 12h 47m 31.7s | -41° 15′ 45″ | 2421 ± 8               | 15,82           | 39,9 ± 2,8     | 11             |
| PGC 43506  | E             | Elliptique            | 12h 51m 00.8s | -41° 43′ 21″ | 2469 ± 23              | 13,37           | 40,5 ± 2,9     | 91             |
| PGC 42793  | S             | Spirale               | 12h 43m 18.6s | -41° 30′ 16″ | 2634 ± 33              | 12,635 ± 0,061A | 43,0 ± 3,1     | 45             |

- ADans le proche infrarouge.

Le site DeepskyLog permet de trouver aisément les constellations des galaxies mentionnées dans ce tableau ou si elles ne s'y trouvent pas, l'outil du site constellation permet de le faire à l'aide des coordonnées de la galaxie. Sauf indication contraire, les données proviennent du site NASA/IPAC. 